# غاري شابمان (كاتب)
غاري شابمان (بالإنجليزية: Gary Chapman)‏ هو مقدم برامج إذاعية وكاتب أمريكي، ولد في 10 يناير 1938.

## وصلات خارجية
- غاري شابمان على موقع ميوزك برينز (الإنجليزية)